# Јани Бег
Јани Бег је био кан Златне хорде од 1342. године све до своје смрти 1357. године. Владао је из града Сараја   на доњој Волги , тј. на реци Атхуба .
Био је син Узбег-кана.

## Јани Бегове територије
Јани Бег је као кан Златне хорде владао:
- Команијом,
- Аланијом,
- Лаком,
- Менгиаром,
- Циком,
- Гутијом,
- Гацаријом,
- Русију [3].

## Односи са Русијом

### Начин управљања Русијом
Јани Бег удара намет на освојене руске земље и поставља тамо управљаче, баскаке, са мањим одредима војника који имају дужност да надгледају становништво, које је преостало после Татарске најезде. Татарски чиновници су пребројавали становништво да би му наметнули порез. Једино су свештена лица била ослобођена пореза, и: уопште узев, Татари остављају православној руској цркви све њене повластице и не прогоне је.
Осим скупљања данка, они се не мешају у послове освојених области, које остављају руским кнежевима, али задржавају право да их потврђују у томе звању; зато руски кнежеви морају да одлазе у Хорду , у Сарај  и траже од Јани Бег  јарлик (повељу)  на кнежевину  који им даје кнежевску власт  .
Русија је потпадала под Златну Хорду као скуп вазалних кнежевина. Он није имао своје власти у Русији, али су кнежеви заступали свој народ непосредно пред Јани Беговим повереницима (даруга) у Сарају и да сами скупљају данак (харач) на основу врло строго спроведеног пописа становништва и његове имовине. Како је текла његова владавина све је слабија била његова власт у Русији . Татари од тад нису дирали у политичку организацију Русије, већ су једним јарликом подарили једноме од руских кнежева титулу великога кнеза обавезујући га да прикупља и предаје Хорди данак свих осталих кнежева. Преостали кнежеви покоравају се такође; понекад они чак обуздавају покушаје побуне становништва, које губи стрпљење због глобљења и насиља што га врше скупљачи пореза .

#### Последице
Татарски јарам је имао као велику последицу то, да је одвојио Русију од Западне Европе. Затим, он је допринео знатно суровости и грубости народних обичаја и административне праксе. Много оријенталског ушло је преко Татара у руски живот. Позајмила је Русија, управо Москва, можда и понеку корисну црту у организацији власти, финансија, статистике, али се ова позитивна добит сасвим губи при упоређењу са големим злом, које су зла времена несумњиво донела .

### Руске земље
За време његове владавине Русијом је владала велика кнежевина Владимир и била је подељена на:
- Ростовску кнежевину,
- Јуријевску кнежевину,
- Стародубску кнежевину,
- Суздаљска,
- Костромска,
- Московска [2],
- Тверска,
- Смољенска,
- Јарославска,
- Рјазанска,
- Њижегородска [1].

### Московска кнежевина
Московска кнежевина, захваљујући своме географском положају и извесним економским посебностима, привлачи велики број становника, те та чињеница много олакшава московским кнежевима њихову улогу „ујединитеља”. Веома шумовита, заштићена од спољних напада суседним кнежевинама, она пружа противу могућних најезди Татара и Литванаца много боље услове безбедности него што их имају остали делови Североисточне Русије. Осим тога, речни путеви који олакшавају живу трговину укрштају се ту и привлаче насељенике, којима годи могућност да заради од трговине додају још и добит од пољопривреде. Овај прилив нових становника, увећавајући материјално богатство московских кнежева, појачава истовремено и њихову политичку улогу и припрема им успех, који они себи обезбеђују стављајући се у службу Јани Бега .
У богатој кнежевини природно је, да су и кнежеви били богати; зато су они могли водити политику, основану на јачој и широј економској бази, него њихови суседи. Они су успели:
- Да на се узму плаћање харача Татарима, ослободивши област од доласка татарских чиновника и осигуравши тиме велике олакшице становништву, а себи већу власт, углед и приходе;
- Да добију финансијску могућност за куповину разноврсних вредности, на првом месту свакојаких некретнина, и да боље награђују своје службенике.

Та Кнежевина је била омиљена Јани Бегу, у његовом харему и код њихове владе. Он је, помажући Московској кнежевини, високо дизао њен ауторитет и моћ и тако је сам, до душе несвесно, поткопавао темеље своје властите моћи. Московски кнежеви су са својим одредима помагали Узбегу и у њиховим казненим експедицијама. Међутим је сама Московска кнежевина била поштеђена од татарских најезда .

#### Политика Велике Московске кнежевина
На почетку његове владавине Москвом влада Симеон, звани Горди, који је носио титулу великог кнеза све Русије .
Умире без деце и оставља својој жени све земљишне поседе, наслеђене или стечене; али су ти поседи ускоро сакупљени под влашћу његовога брата и наследника у Московској кнежевини, Ивана Ивановича .
Иван Кротки или Лепи је био слабић .
Иван II не увећава своју област. Он има два сина, Дмитрија и Ивана. Дмитрију оставља у наслеђе део свога преминулог брата Симеона, а Ивану део који је он сам наследио од свога оца, док поседи његовога другог брата Андреја прелазе на Андрејевог сина Владимира.
За време ових првих напора да се Московска кнежевина уздигне изнад осталих кнежевина Североисточне Русије, московским кнежевинама пружају велику помоћ две друштвене силе: московски бојари, који их потпомажу кнежевском думом, и свештенство, чији их митрополити подржавају читавим својим верским утицајем .

## Смрт
Умро је 1357. године, а наследио га је Берди Бег.